# Метод
Ме́тод або мето́да (від грец. μέθοδος — «шлях крізь») — систематизована сукупність кроків, які потрібно здійснити, щоб виконати певну задачу чи досягти певної мети; поняття тотожне алгоритму дій і технологічному процесу.
Еталонний метод (reference method) — метод, що дає малі похибки при вимірюваннях. Його точність перевірена з використанням еталонних матеріалів.

## Спосіб пізнання явищ природи
Сьогодні під методом розуміють особливий спосіб або систему способів, застосовні до будь-якої науково-практичної діяльності. Жоден спосіб не є повноцінним і завжди реалізується в сукупності, проте саме за особливостями окремого способу відрізняють і систематизують методи. Скоро алгоритм може відрізнятися в одному особливому етапі за окремими ознаками дії, інструменту чи технологічним особливостям процесу, це виливається в значне розмаїття методів, які можна звести до основних або навіть основного.
Розрізняють такі групи методів:
1. методи, засновані на дослідженні, знаннях та інтуїції спеціалістів: метод «мозкового штурму», метод «сценаріїв», метод експертних оцінок, метод «Дельфі», морфологічний метод, метод ділових ігор;
2. методи формалізованого представлення систем: аналітичні, статистичні, теоретико-множинні, логічні, лінгвістичні, семіотичні, графічні, структурно-лінгвістичні, моделювання, імітаційно-динамічні моделювання;
3. комплексні методи: комбінаторика, ситуаційне моделювання, типологія, графо-семіотичне моделювання, методи дослідження інформаційних потоків.

Системологія надає значну універсальність формалізованого алгоритму і лише в об'єктному, суб'єктному, ресурсному, регламентному, процесорному або по кінцевому продукту вирізня саму методологію. Попри різність оцінок та трактувань різних філософських шкіл, методологія дає універсальність визначеною самою природою, як твердив Леонардо із Вінчі: Природа — учитель усіх вчителів! Це зреалізована біоніка та біофізика складних систем в сучасному та споконвічному відображені методології.

### Основні методи в науці
- Діалектичний метод
- Аналітичний метод
- Метод гіпотез
- Феноменологічний метод
  - Феноменологічна модель технологічного процесу
- Аналіз і синтез, Аналіз
- Аксіоматичний метод
- Синтетичний метод
- Метод суперпозицій
- Методи планування експерименту
- Метод аналогій

### Методи досліджень речовини
Фізичні методи аналізу
Спектроскопічні методи
- Ядерний магнітний резонанс
- Ядерний квадрупольний резонанс
- Рентгенівська спектроскопія
  - Рентгеноспектральний аналіз вод
- Лазерна спектроскопія
- Оптична спектроскопія
  - Оптико-акустична спектроскопія
- Радіоспектроскопія
- Ядерний гамма-резонанс
- Масс-спектрометрія
- Фур'є-спектроскопія (Перетворення Фур'є)
- Атомна спектроскопія
  - Атомно-абсорбційна спектроскопія
  - Атомно-емісійна спектроскопія
  - Атомно-флуоресцентна спектроскопія
- Молекулярна спектроскопія
  - ІЧ-спектроскопія
  - УФ-спектроскопія
  - Електронна спектроскопія
  - Коливальна спектроскопія

Структурні методи
- Рентгеноструктурний аналіз
- Електронографія
- Нейтронографія
- Структурно-груповий аналіз нафти і нафтопродуктів

Радіографія
- Радіографічний аналіз
- Авторадіографія
- Радіографія просвічуюча

Радіометрія
- Радіометричний аналіз

Індикаторні методи дослідження
- Метод радіоактивних індикаторів
- метод радіоактивних ізотопів
- метод радіоактивних куль

Інші методи вивчення речовини
- Термолюмінесцентний метод
- Термогравіметричний аналіз
- Електрохімічні методи аналізу
- Електронний парамагнітний резонанс
- Ізотопний аналіз
- Термоптометрія
- Абсорбційний резонансний метод
- Терморефрактометрія
- Технічний аналіз речовини
  - Технічний аналіз вугілля
- Елементний аналіз
- Еманаційний метод
- Імерсійний метод
- Дериватографія
- Поверхневий плазмонний резонанс
- Радіовуглецевий метод
- Циклотронний резонанс
- Радіохімічний аналіз
- Рентгенографічний фазовий аналіз
- Йоноселективно-електродні методи аналізу вод
- Методика дослідження горючих властивостей паливних зерен
- Максимальна молекулярна вологомісткість
- Методи визначення питомої поверхні твердих тіл:
  - Метод Товарова
  - Метод БЕТ

## Прикладні методи досліджень в окремих галузях
- Методи в математиці
  - Метод характеристик
  - Метод головних компонент
  - Віртуальний скринінг
  - Метод найменших квадратів
- Методи у фізиці
- Методи в економіці
  - Технічний аналіз
- Методи в астрономії
  - Метод Доплера
- Методи у хімії
- Методи у біології

- - Метод вилучення
  - Метод ключів
  - Метод плансектний
  - Метод фітомерів
- Методи в медицині
  - Методи в фармакології
  - Методи в хірургії
- Методи у психології
  - Інтроспекція
- Методи в метеорології
  - Метод аналогів
- Методи в педагогіці
  - Метод навчання
- Методи в техніці
  - Методи науково-технічного прогнозування
    - Метод експертних оцінок

  - Пірометрія
  - Методи в геології та гірництві
  - Методи в металургії
  - Методи в гідравліці
- Методи в інформатиці
  - Метод (програмування)
- Методи в теорії автоматичного управління
  - Метод статистичної лінеаризації
- Методи управління проєктами
  - Prince2
- Методи дослідження виробничо-господарської діяльності:
  - метод парних порівнянь на основі багатомірного шкалування
  - метод матриць координат
  - кореляційно-регресійний аналіз
  - факторний метод
  - індексний метод
  - групування
  - метод екстраполяції
  - метод Сааті

## Патентоспроможність методів
Методи та способи відмінні за своєю патентоспроможністю. Конкретні новітні технології, пристрої та продукт технології роблять їх патентоспроможними. А саме організаційні і системи заходів управління господарством, методи (методики) і форми викладання, вивчення та інші, пов'язані саме з модифікованими організаційними заходами, не є патентоспроможними об'єктами.